# Patrick Flynn
Patrick Flynn (Estados Unidos, 17 de diciembre de 1894-5 de enero de 1967) fue un atleta estadounidense, especialista en la prueba de 3000 m obstáculos en la que llegó a ser subcampeón olímpico en 1920.

## Carrera deportiva
En los JJ. OO. de Amberes 1920 ganó la medalla de plata en los 3000 m obstáculos, empleando un tiempo de 10:21.1 segundos, llegando a meta tras el británico Percy Hodge que con 10:00.4 s batió el récord olímpico, y por delante del italiano Ernesto Ambrosini (bronce).